# Alfold (Engeland)
Alfold is een civil parish in het bestuurlijke gebied Waverley, in het Engelse graafschap Surrey met 1059 inwoners.